# Margaret Island
Margaret Island – niezamieszkana wyspa w Archipelagu Arktycznym, w regionie Qikiqtaaluk, na terytorium Nunavut, w Kanadzie. W pobliżu Margaret Island położone są wyspy: Dundas Island, Baillie-Hamilton Island, Dyer Island, Baring Island i Houston Stewart Island.